# Experimental Prototype Community of Tomorrow
EPCOT vai desempenhar o papel vindo das novas ideias e novas tecnologias que estão emergindo da vanguarda da indústria americana. Será uma comunidade do amanhã que nunca será terminada. Estará sempre apresentando, testando e demonstrando materiais novos e sistemas novos.— Walt Disney
EPCOT, acrônimo para Experimental Prototype Community of Tomorrow (Protótipo Experimental Comunidade do Amanhã), foi um conceito desenvolvido por Walt Disney perto do fim de sua vida que foi tão longe quanto as visões e planos, e a compra da propriedade perto de Orlando, Florida, que eventualmente se tornou o parque do Walt Disney World, que incluiu o Epcot um conceito relacionado. Era uma "comunidade do futuro" que foi projetada para estimular corporações americanas a ter novas ideias para a vida urbana. O conceito evoluiu finalmente no parque temático, originalmente Epcot-center, que abriu em 1982 no parque do Walt Disney World.
A maqueta original do conceito pode ser vista na  Tomorrowland Transit Authority (a estação de trem na Terra do amanhã) no Magic Kingdom. (O parque do "castelo mágico," ou "reino mágico," da Disney World).

## História

### Inspiração
No começo dos anos 60s, Walt Disney era um sucesso enorme na indústria de entretenimento. Feliz também com uma família amável e com muitos netos. Ao prestar atenção que seus netos cresciam, Walt começou a preocupar-se com o mundo futuro onde habitariam. Começou a observar que as cidades modernas eram agitadas, desorganizadas, sujas e crivadas com crime. Este era um mundo distante do parque super-limpo e controlado de Disney, a Disneylândia na California.
Walt começou a realizar que todos que e seu Imagineers tinham aprendido sobre edifícios e espaço com relação aos povos no desenvolvimento da Disneylândia poderiam ser postos em uso no planejamento de comunidades, ou mesmo cidades inteiras. Isto fez com que Walt começasse a pensar, e redigir livros sobre planejamento e tudo de que uma cidade precisasse para que lhe desse valor.
Ao mesmo tempo, Walt Disney tinha dado à costa do leste um relance de seu estilo de entretenimento com os quatro pavilhões Disney desenvolvido para “A Feira de 1964-1965 do mundo de Nova Iorque”. Walt determinou que, baseado nas  bem-recebidas exibições feitas, o público estava pronto para uma "Disneylândia da Costa-Leste".

### Florida
Walt Disney determinou que a Florida seria o lugar ideal  acima sua nova veia leste da costa. Mas, Walt não quis repetir-se construindo outra Disneylândia. Quis criar algo inteiramente diferente: uma comunidade onde as pessoas não apenas se divertissem, mas vivessem lá dentro também. Este era o começo de EPCOT.
Com as várias corporações testa-de-ferro, Walt Disney comprou 27.800 acres do pântano da Florida (duas vezes o tamanho da ilha de Manhattan) situados entre as cidades de Orlando e Kissimmee. Esta terra se transformaria no Resort Walt Disney World. "Aqui na Florida nós apreciamos algo que nunca apreciamos na Disneylândia: o tamanho blessing. Há bastante terra aqui para prender todas as ideias e plantas que nós poderíamos imaginar ", Walt Disney disse, referindo-se ao fato de que teve pouco controle sobre a área circunvizinha de Disneylândia.
Disney requereu ao estado da Florida que desse a Walt Disney Productions jurisdição municipal sobre a terra que tinha adquirido. Era para certificar-se de que ele poderia ter o controle completo sobre cada parte da propriedade, mesmo quando os edifícios fossem construídos. Walt planejava novas ideias para a vida urbana e não queria que o governo interferisse. Surgia o Reedy Creek Improvement District.

### O filme de EPCOT
Em outubro de 1966, meses antes de sua morte, Walt Disney realizou uma película de 30 minutos sobre suas plantas para o projeto de Florida, de "um fundo Disney World". Na película, ele mesmo explica momentaneamente como a propriedade de Florida seria utilizada e como seu conceito de EPCOT trabalharia com os outros aspectos do Walt Disney World.
Disney realizou esta película primeiramente para persuadir e incentivar a indústria americana e várias corporações optar e ajudar a Walt Disney Productions na criação e desenvolvimento do EPCOT. Disney incentivou também as companhias industriais a vir com suas melhores ideias de tecnologia, de modo que aquelas ideias pudessem continuamente ser demonstradas na cidade.
Com a ajuda do conceito de arte e  animação limitado, Disney mostrou como a cidade se pareceria e como funcionaria. Entretanto, lembrou as audiências que os esboços e as pinturas são somente um ponto começar a conceitualização de EPCOT, indicando: "tudo nesta sala mudará tempos a tempos outra vez na medida em que nos movemos adiante. Mas a filosofia básica que nós estamos planejando para o Disney World irá remanescer muito mais do que agora".
A película pode ser vista no “Walt Disney Treasures - Tomorrow Land’’, do inglês Tesouros de Walt Disney – A terra do amanhã.

## A planta mestra
Walt planejou uma maneira fazer o uso completo da propriedade da Florida, com o EPCOT na sendo sua atração central. Todos os convidados incorporariam e deixariam a mundo de Disney da mesma maneira.
Chegando ao aeroporto de Walt Disney World, na parte do sul da propriedade, os convidados andariam pelo “monorail” ao Centro de boas vindas do Walt Disney World. Lá, os convidados seriam recebidos pelos anfitriões e pelos hospedes capazes de falar nas próprias línguas dos convidados. Depois de que cada aspecto de sua chegada tinha sido planejado, os convidados então embarcariam no “monorail” a EPCOT.
Antes de chegar a EPCOT os convidados teriam a oportunidade de visitar o parque industrial de EPCOT's. Isto é, o lugar onde o núcleo do conceito do Disney World viria à concepção. Os escritórios e os laboratórios do parque seriam ocupados pelas principais corporações americanas que usariam as facilidades do lugar para desenvolver novas tecnologias para uso na própria cidade de EPCOT. Seriam permitidos aos convidados da Disney World excursionar para ver como tudo funciona. Walt Disney esperava que isso estimulasse as pessoas  retornar as suas próprias comunidades e incentivar o crescimento tecnológico onde vivem.

### O Reino mágico (TheMagic Kingdom)
Walt Disney nunca quis fazer uma "continuação” da Disneylândia, indicando sempre que haveria sempre uma Disneylândia. Quando Walt apresentou suas ideias à chefia de diretores, eles foram descrentes. Quiseram a garantia que os povos iriam visitar a "Walt Disney World". O que era suficientemente batido: um parque no estilo Disneylândia
Walt inicialmente se pôs contra, mas afrouxou eventualmente, e usou o parque a seu favor. Colocou o parque temático no canto mais ao norte da propriedade da Florida, fazendo um "pensado" descanso da área do Resort. Disney queria que todos experimentassem o resto do Disney World antes de chegar à área do parque temático.

## A cidade
A cidade original de EPCOT, de acordo com os conceitos apresentados na película de EPCOT, foi baseada em um projeto muito inovador, mas simples: o conceito radial. Baseado em um conceito similar à disposição do parque de Disneylândia, a cidade irradiaria para fora como uma roda de um núcleo central. A densidade urbana da área diminuía enquanto a cidade ia afastando-se para fora.

### Transporte

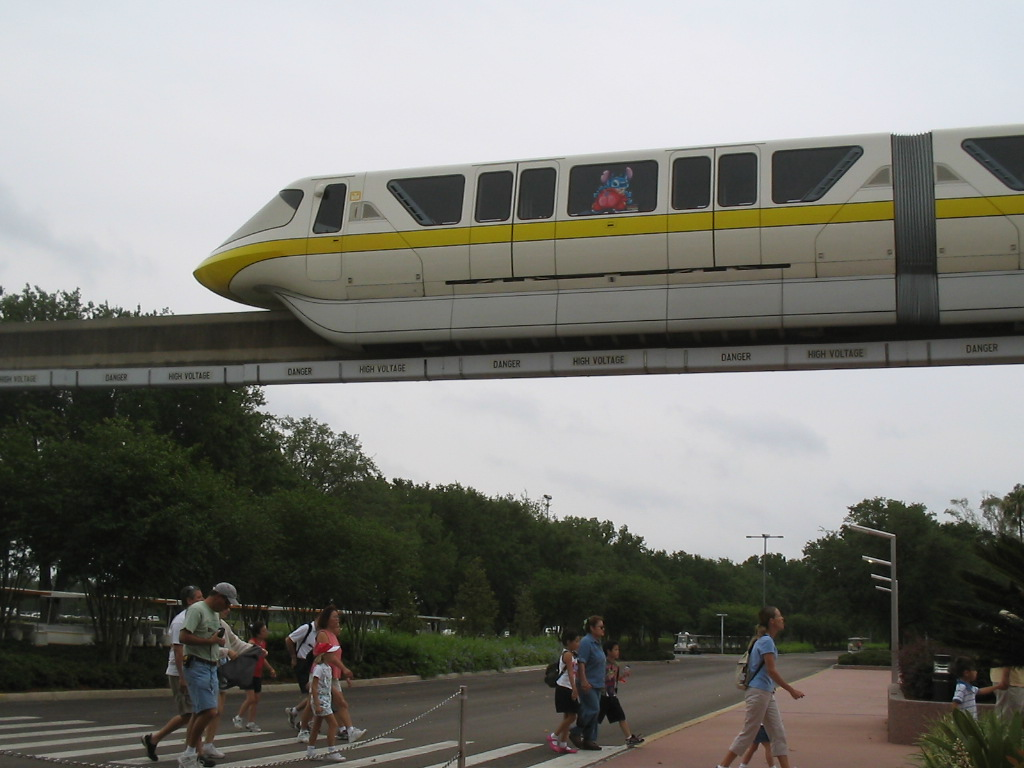
Monorail presente na Walt Disney World

A cidade seria conectada aos outros pontos no mundo de Disney com uma linha principal do transporte - o monorail.
Walt Disney introduziu o “Monorail” na Disneylândia em 1959. O “Monorail” cortaria completamente o centro da cidade, conectando EPCOT com os pontos do norte e do sul na propriedade do Walt Disney World.
O transporte interno seria fornecido por um conceito novo inteiro do transporte de Disney: o ‘’WEDway PeopleMover’’. O PeopleMover é um sistema do transporte que nunca pararia, confiando nos motores encaixados em trilhos melhor que os veículos. Os carros de PeopleMover transportariam residentes do centro metropolitano às áreas residenciais exteriores. O conceito de PeopleMover foi demonstrado primeiramente na Tomorrowland na Disneylândia em 1967. O PeopleMover foi instalado também Magic Kingdom; é chamado agora de “Tomorrowland - Autoridade de Trânsito”.
Por causa destas duas modalidades de transporte, os residentes de EPCOT não necessitariam um carro. Se quisessem, seria usado "somente para viagens de prazer do fim de semana." As ruas para carros seriam mantidas separadas das áreas de pedestres principais. As estradas principais para ambos os carros e caminhões viajariam por debaixo do núcleo da cidade, eliminando o risco de acidentes com pedestres. Isto foi baseado também no conceito que Walt Disney planejou para Disneylândia. Não quis seus convidados vendo a atividades por trás das “cenas”, tal como os caminhões entregando bens à cidade. Como no Magic Kingdom  do Walt Disney World, todos os suprimentos são entregues discretamente através de túneis subterrâneos.
Os dois sistemas, “Monorail” e “PeopleMover”, viriam junto no lobby de transporte de EPCOT. O lobby de transporte seria ficado situado no nível da terra, acima das estradas ocupadas de automóveis/caminhões. Do lobby, um passageiro que utiliza o “Monorail” do Magic Kingdom para sua casa desembarcaria do “Monorail” e se transferiria à estação apropriada de “PeopleMover”.

### Centro da cidade
As áreas comerciais e da baixa de EPCOT's ficariam situadas no núcleo central da cidade, longe das áreas residenciais. A área inteira seria incluída completamente, não sendo afetada pelos elementos exteriores. "O pedestre será o rei" nesta área, livre do perigo dos carros e dos outros veículos.
No centro da área se encontraria um hotel cosmopolitano trigenário  e um centro de convenções. Este edifício devia ter sido o edifício o mais alto em EPCOT e poderia ser visto a milhas, como o Matterhorn Bobsleds na Disneylândia. O estacionamento para convidados do hotel seria situado debaixo do núcleo da cidade, fora do caminho dos veículos.

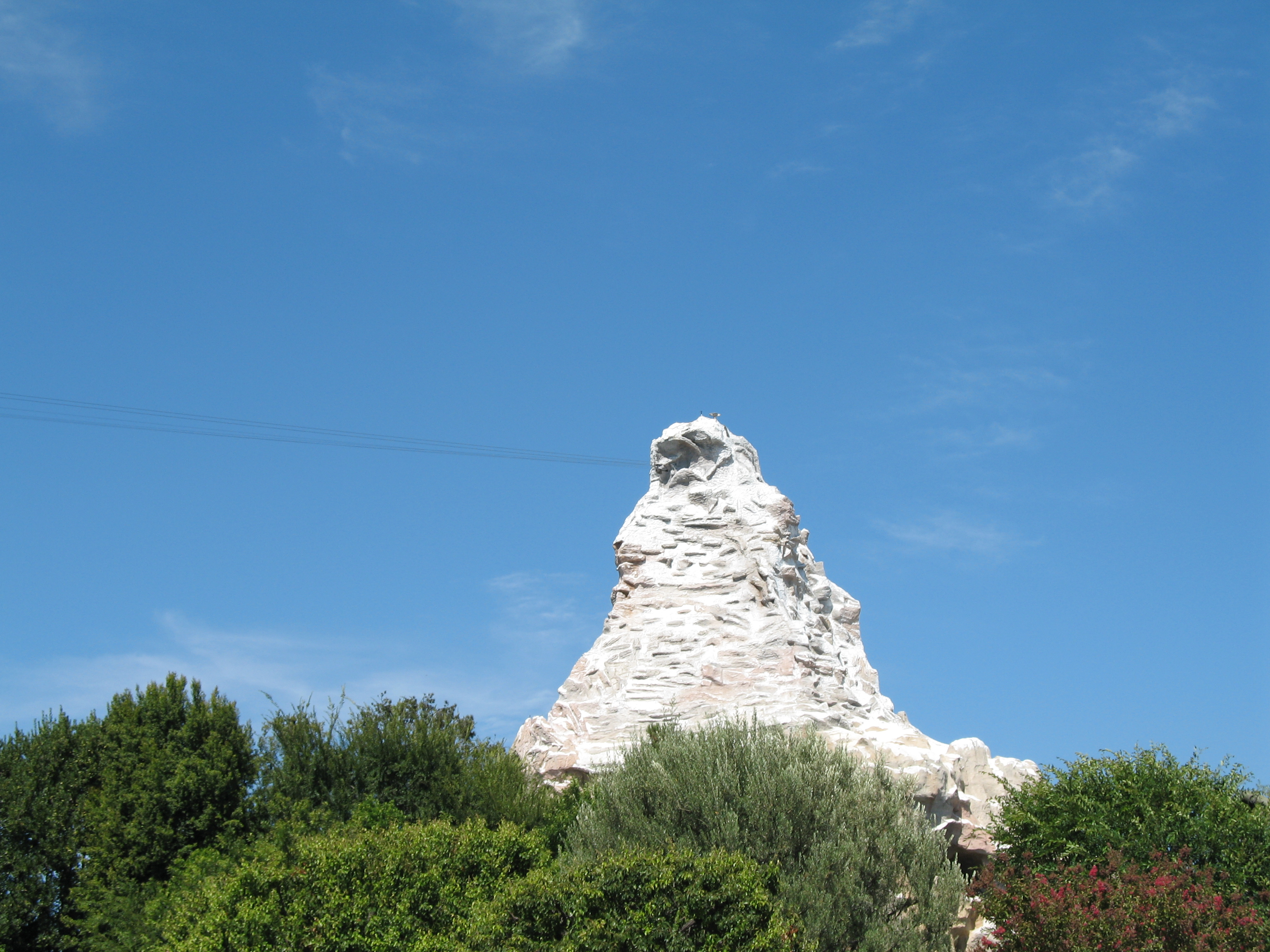
Disneylândia Matterhorn

Na área do "telhado" seria a área de recreação para os convidados do hotel. A piscina, as quadras de tênis, as quadras de basquetebol, a pista de skate, e outras atividades seriam encontradas lá. De acordo com Imagineer Bob Gurr, Walt Disney apontou um dos bancos no modelo em escala da área e declarou, "isto é o lugar onde Lilly (sua esposa) e eu nos sentaremos quando estiver terminado, fazendo exame de tudo".
Circundando o hotel, dentro de um cerco, estariam as "lojas e os restaurantes que refletem a cultura e o sabor dos lugares ' em volta do mundo". De acordo com o conceito de arte, estas áreas seriam temáticas a cada país, tendo a aparência e a sensação de cada um dos locais exóticos. Este conceito evoluiu eventualmente na área do World Showcase do parque temático de Epcot. A trilha de PeopleMover viajaria acima dessas áreas de compra e ruas em uma forma similar como o sistema feito na Disneylândia. A planta preliminar indicou que as pessoas que trabalhariam nestas lojas viveriam também na cidade.

### Área residencial de alta densidade
Na borda do núcleo da cidade situar-se-ia a área de alta densidade de apartamentos. Isto é o lugar onde a maioria dos 20.000 cidadãos de EPCOT viveria. Não muito é discutido a respeito dos apartamentos em si, embora Walt Disney indique que ninguém em EPCOT possuiria terra própria. Não haveria nenhuma diferença entre um apartamento e uma casa.
Todas as taxas de aluguel seriam modestas e competitivas com o mercado circunvizinho. Também, a área seria construída de tal maneira a assegurar a facilidade da mudança, de modo que ideias/produtos novos pudessem ser usados. Uma pessoa que retorna do trabalho de um dia duro poderia muito ir bem para casa com uma cozinha com dispositivos novíssimos nela.

### Cinturão Verde (Green Belt)
Separar o núcleo da cidade da área residencial e baixa densidade estaria uma extensão de áreas da grama, conhecida pelos planejadores como "cinturões verdes". Isto é o lugar onde os serviços da cidade seriam encontrados. Os estabelecimentos tais como parques com playgrounds, centros de comunidade, e igrejas seriam encontrados lá.

### As áreas residenciais de baixa densidade
Além do cinturão verde há a  vizinhança de baixa densidade, casas uni - familiares. Estas áreas assemelhar-se-iam às pétalas de uma flor, com as casas situadas na borda de cada "pétala". Dentro da "pétala" existiria uma área verde vasta. A área teria trajetos para carros elétricos, áreas iluminadas para recreação de adultos e áreas de jogos para crianças.
A estação de “PeopleMover” para cada área ficaria situada também na área verde. O residente poderia simplesmente andar a estação próxima de sua casa e ir trabalhar. Como indicado antes, os habitantes não necessitariam realmente um carro para se locomover.
Como os apartamentos, as casas seriam construídas para ser mudadas facilmente.

### Vivendo e trabalhando
Como indicado acima, ninguém que vivesse em EPCOT possuiria sua própria terra ou habitação, desse modo não tendo nenhum direito a  votação municipal (edições, embargos, etc.). Walt Disney quis aplicar este controle somente para poder mudar facilmente a tecnologia das habitações.
De acordo com a película, todos quem vive em EPCOT seriam empregado, impedindo desse modo a formação dos cortiços e dos guetos. Não haveria nenhum aposentado, todos teriam um trabalho. Os residentes seriam empregados no parque temático Magic Kingdom, nas áreas de shopping centrais do núcleo da cidade, nos centros de hotel/convenções, no aeroporto, no centro de boas vindas, ou no parque industrial. E, como os estados da película, "todos que vivem em EPCOT terão a responsabilidade manter este projeto vivo no futuro".

## Legado

### Após Walt Disney
Walt Disney morreu em 15 de dezembro de 1966. Mesmo quando estava morrendo de câncer de pulmão, seu irmão, Roy O. Disney, informou que Walt ainda estava planejando sua cidade no hospital. Walt usava o teto imaginar sua cidade, planejando extasiadamente.
Após que Walt Disney se fosse, os diretores da companhia decidiram que era demasiado perigoso se arriscar agora no planejamento da cidade que seu maior advogado não estivesse mais presente. Mas Roy persistiu e fez um exame dos reinos no projeto, saindo de sua aposentadoria para fazê-lo. Infelizmente, Roy não podia convencer a chefia construir o EPCOT. Mas, colocou a frente o projeto do Magic Kingdom.
O Walt Disney World Resort abriu em outubro de 1971 com apenas o Magic Kingdom e os dois hotéis. Roy insistiu que se chamasse “O mundo de Walt Disney” (Walt Disney World)  como tributo ao homem que o sonhou.

### Ideias práticas
Mesmo que a cidade nunca seja construída, o Resort encarna alguns dos pensamentos avançados de planejamento que encabeçavam a ideia de Walt de EPCOT. Por causa da formação do RCID, Disney pode encontrar soluções inovadoras aos problemas de transporte, da construção de edifícios, da eliminação de resíduos, e fornecimento de energia elétrica.
Imagineers, incluindo os legendários John Hench e Richard Irvine da Disney, meios ingenuamente planejaram a eliminação dos resíduos e do transporte do esgoto. O “monorail”, quando principalmente uma atração na Disneylândia, foi utilizado como um sistema real de transporte, transportando convidados por umas treze milhas em torno da área do Resort.

### Epcot

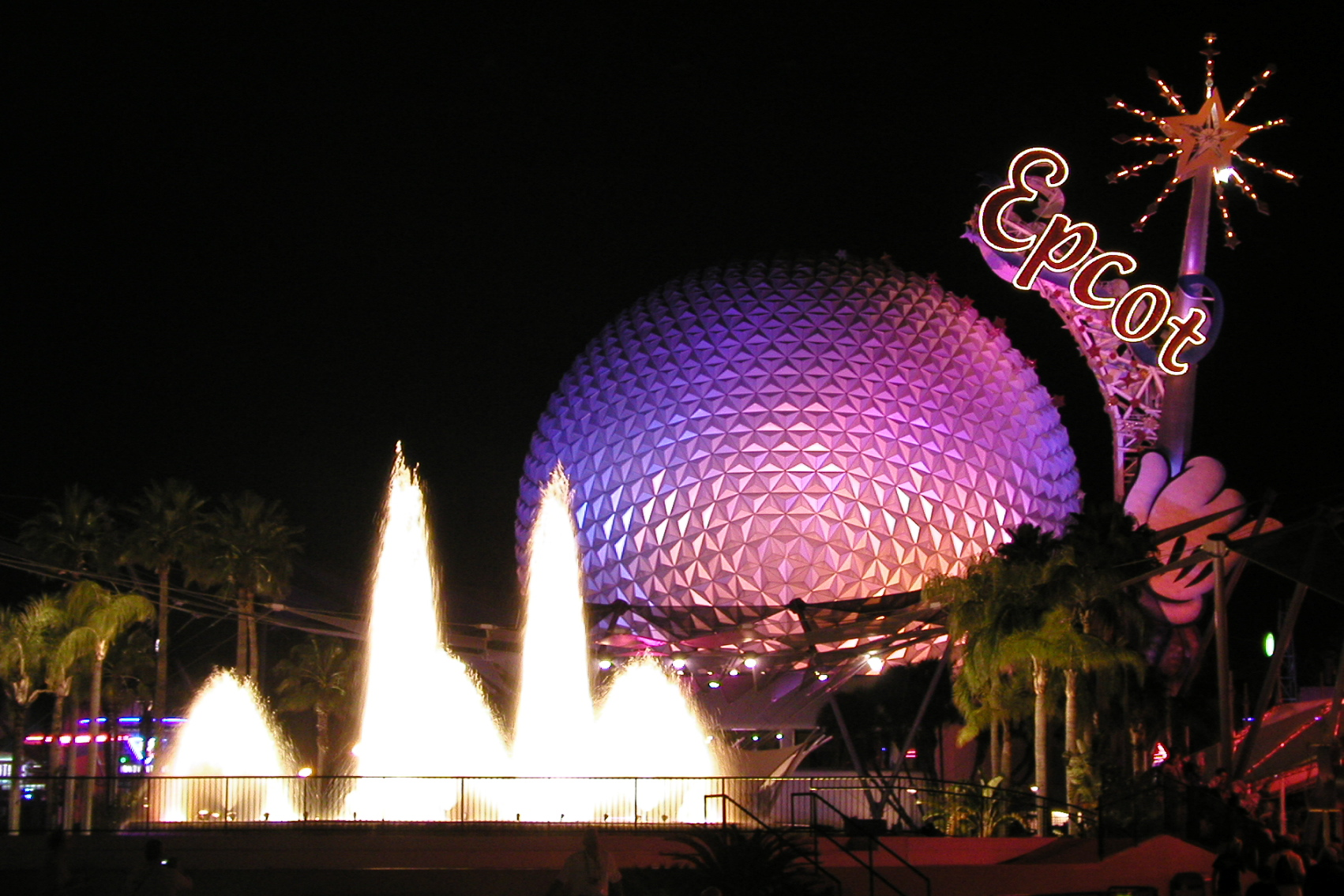
Epcot

Nos últimos anos da década de 70, o  CEO da Disney, Card Walker, quis revisitar a ideia de EPCOT. Mas a chefia ainda relutava e todos concordavam que o EPCOT de Walt não trabalharia em sua encarnação inicial; pensaram de que ninguém gostaria de viver sob um microscópio e ser sob atenção constante. O resultado do acordo foi a criação de um  parque temático do EPCOT, que abriu em 1982.
Ainda que emulando as ideias de Walt Disney, não era uma cidade, mais difícil ainda perto de um Mundo Justo. Mas esteve, e ainda esta, envolvido em torno da tecnologia e do futuro na área Future World O mostruário do Disney World é uma versão da área do downtown de compras, embora sem o enclausuramento.

## Celebration
Nos adiantados anos da década de 90, a companhia de Walt Disney construiu uma comunidade real na propriedade de Florida chamada Celebration. É uma comunidade planejada que empregua algumas das ideias que Walt Disney visionou, mas numa escala ligeiramente menor. Ao contrário de EPCOT, que foi baseado no modernismo e no futurismo, não há nenhum projeto radial para o Celebration. O Celebration foi projetado baseado no Novo Urbanismo, e assemelha-se a uma pequena cidade americana, mas com todas as conveniências modernas, sem as ideias revolucionárias de transporte contidas nas plantas para EPCOT.